# نيكيتا أندرييف (لاعب كرة قدم روسي)
نيكيتا أندرييف (الروسية: Никита Евгеньевич Андреев) هو لاعب كرة قدم إستوني وروسي في مركز الهجوم، ولد في 22 سبتمبر 1988 في نارفا في إستونيا. لعب مع ليفاديا تالين.

## وصلات خارجية
- نيكيتا أندرييف (لاعب كرة قدم روسي) على موقع الاتحاد الأوربي (الإنجليزية)
- نيكيتا أندرييف (لاعب كرة قدم روسي) على موقع اتحاد إستونيا (الإنجليزية)
- نيكيتا أندرييف (لاعب كرة قدم روسي) على موقع قاعدة بيانات كرة القدم.إي يو (الإنجليزية)
- نيكيتا أندرييف (لاعب كرة قدم روسي) على موقع Soccerway.com (الإنجليزية)
- نيكيتا أندرييف (لاعب كرة قدم روسي) على موقع عالم كرة القدم.نت (الإنجليزية)